# 文德利努斯环形山
文德利努斯环形山（Vendelinus）是月球正面位于丰富海东侧的一座古老大陨坑，约形成于前酒海纪代，其名称是1651年由乔瓦尼·巴蒂斯塔·里乔利取自佛兰芒天文学家戈德弗罗伊·文德林（Godefroy Wendelin，1580年-1667年），1935年被国际天文联合会正式批准接受。

## 描述

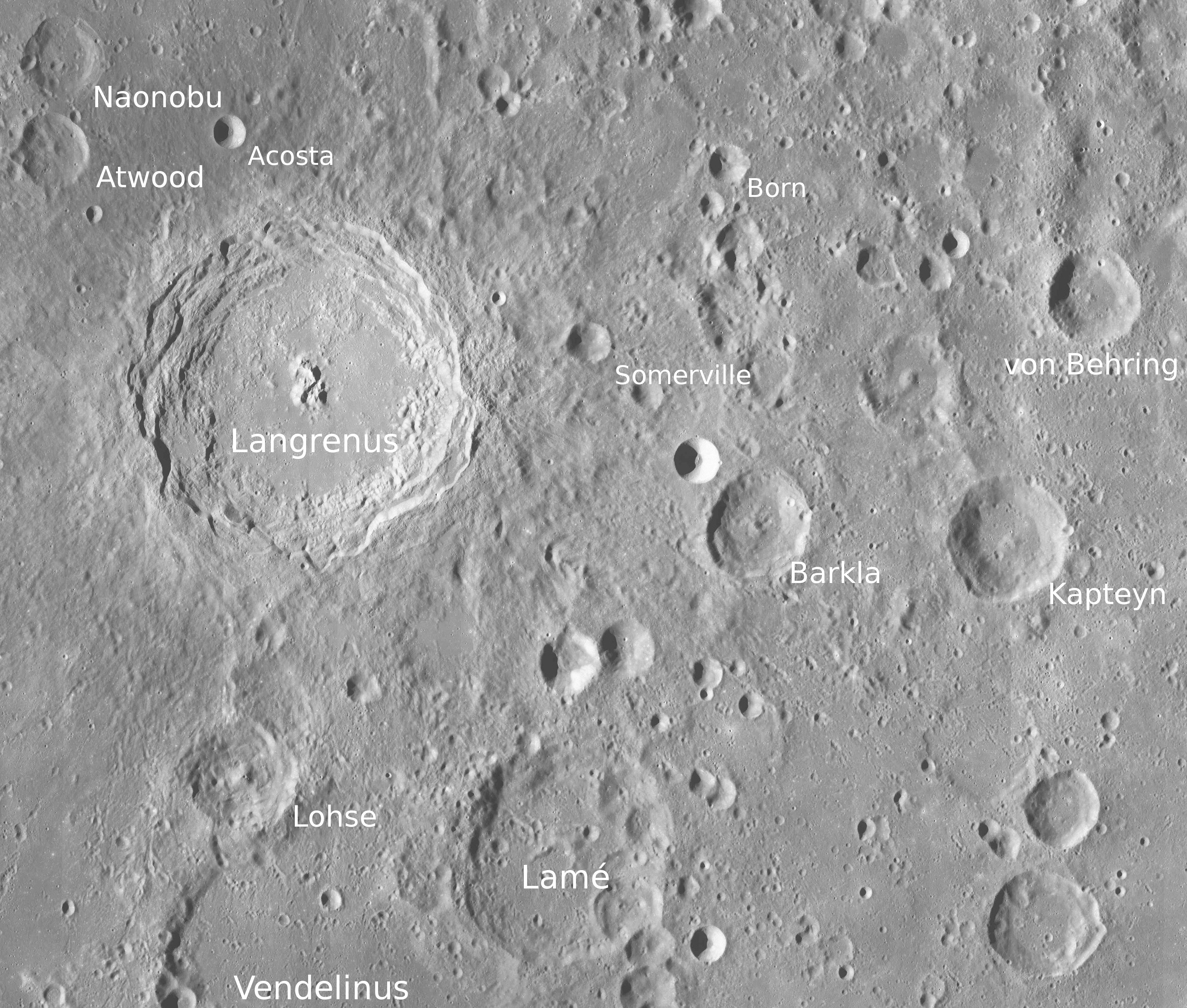
文德利努斯环形山的周边，月球勘测轨道器拍摄。

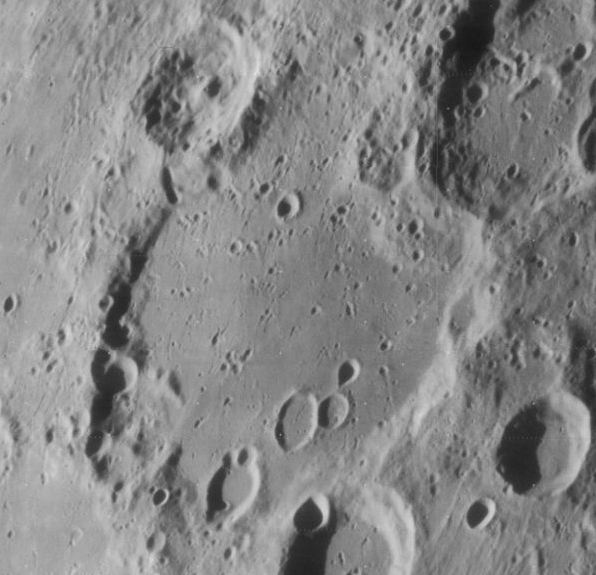
月球轨道器4号拍摄的图像

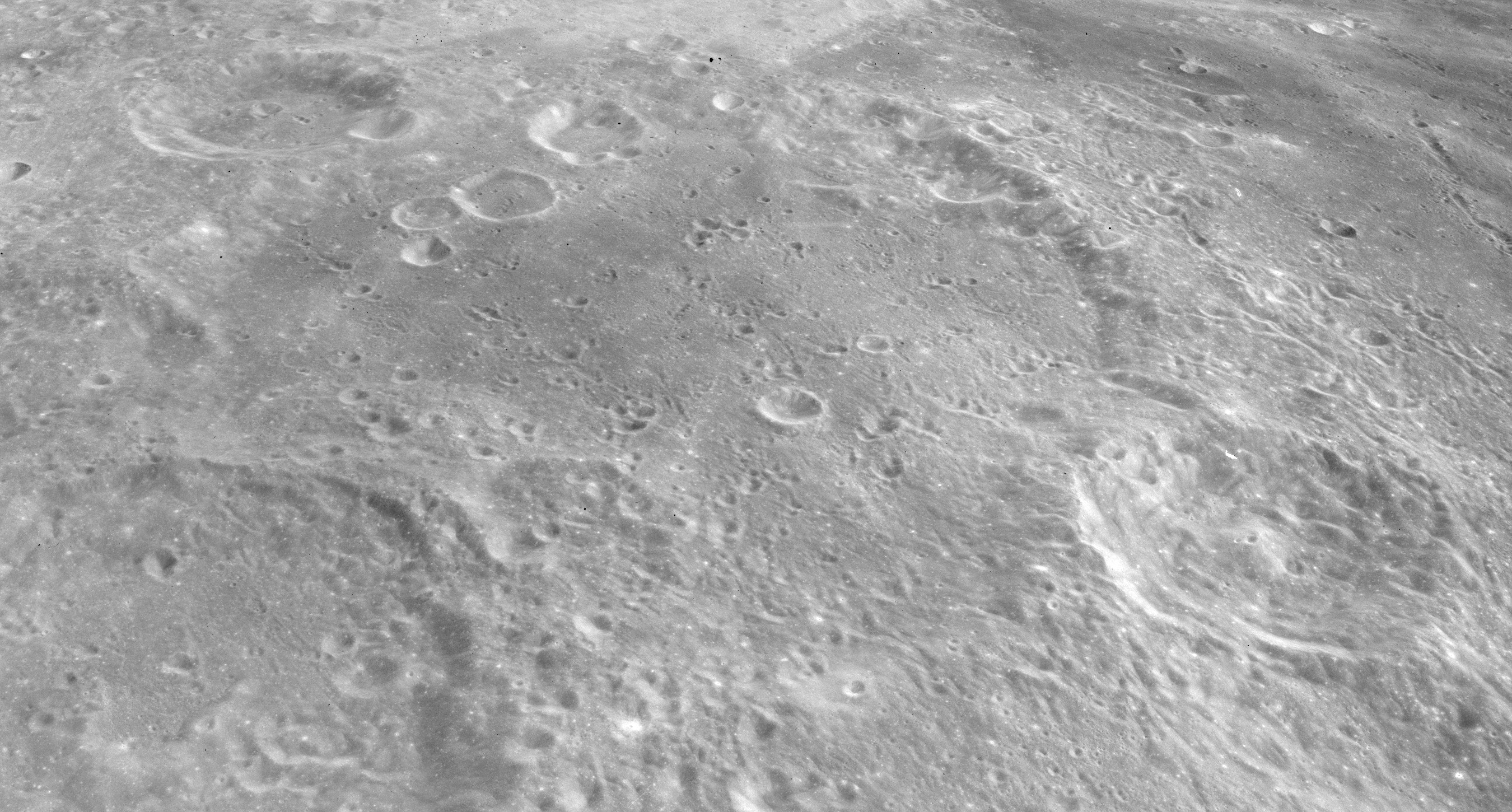
阿波罗15号拍摄的斜视图

该环形山最邻近，也是最大的是北面的朗伦环形山；往东北靠近巴克拉陨石坑和卡普坦陨石坑；巴尔末环形山坐落在它的东南；而巨大的培特威物斯环形山及罗特斯勒环形山则横亘在它的西南偏南方。文德利努斯环形山的东面则是直径909公里的丰富海。该陨坑的中心直径141.21公里，深度2.96公里。
文德利努斯环形山已严重磨损，环坑壁坐落着多座较大的撞击坑，使得只有在太阳斜照下才能看清到它。其不规则的边缘有多处被所覆盖的陨坑打破，最醒目的是坐落在东北壁上的拉梅环形山，而西北壁上也重叠着更小的洛泽陨石坑，东南侧坑壁则横跨着霍顿陨石坑。环形山坑壁平均高出周边地形1600米，内部容积约有20000立方千米。
碗状的坑底十分平坦，表面覆盖了一层幽暗的玄武岩熔岩（英国天文学家托马斯·威廉·韦布指出，在满月时可看到该环形山坑底的一块暗斑）。坑内没有中央峰，但散布了多座不同尺寸的撞击坑，其中的一些是来自朗伦环形山的次生坑。拉梅环形山的外侧壁构成了它隆起的东北坑底。
由于文德利努斯环形山位于月球东侧边沿，从地球上看，因透视作用，其外观略呈矩形。

## 卫星陨石坑
按惯例，最靠近文德利努斯环形山的卫星坑在月图上以字母标注在该坑中心点的旁边。
| 文德利努斯 | 月面坐标                          | 直径, 公里 |
| ---------- | --------------------------------- | ---------- |
| D          | 19°03′S 58°14′E / 19.05°S 58.24°E | 10         |
| E          | 18°05′S 61°01′E / 18.08°S 61.02°E | 20         |
| F          | 18°29′S 64°55′E / 18.49°S 64.92°E | 32         |
| H          | 15°18′S 61°30′E / 15.30°S 61.50°E | 8          |
| K          | 13°49′S 62°26′E / 13.82°S 62.44°E | 9          |
| L          | 17°34′S 61°47′E / 17.56°S 61.79°E | 17         |
| N          | 16°49′S 65°52′E / 16.82°S 65.87°E | 17         |
| P          | 17°34′S 66°20′E / 17.56°S 66.33°E | 16         |
| S          | 15°24′S 57°59′E / 15.40°S 57.98°E | 6          |
| T          | 13°29′S 62°48′E / 13.49°S 62.80°E | 6          |
| U          | 15°55′S 58°44′E / 15.91°S 58.73°E | 5          |
| V          | 15°33′S 55°55′E / 15.55°S 55.92°E | 6          |
| W          | 14°35′S 58°42′E / 14.59°S 58.70°E | 5          |
| Y          | 17°35′S 62°14′E / 17.58°S 62.24°E | 11         |
| Z          | 17°12′S 62°25′E / 17.20°S 62.41°E | 7          |

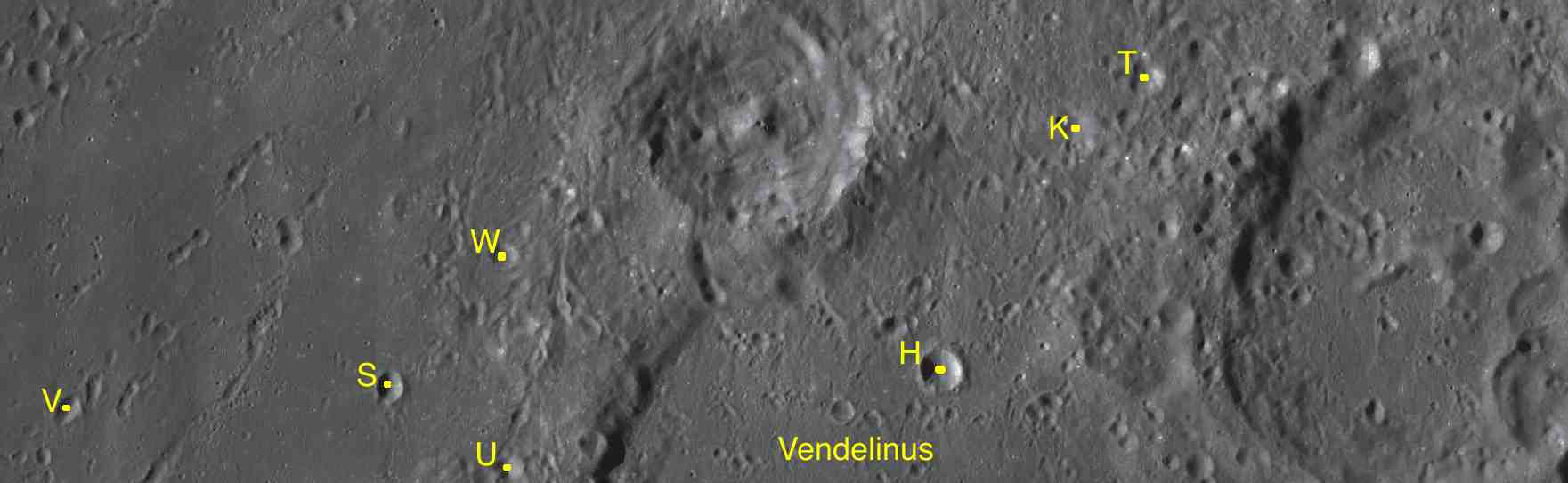
LAC-80 月图

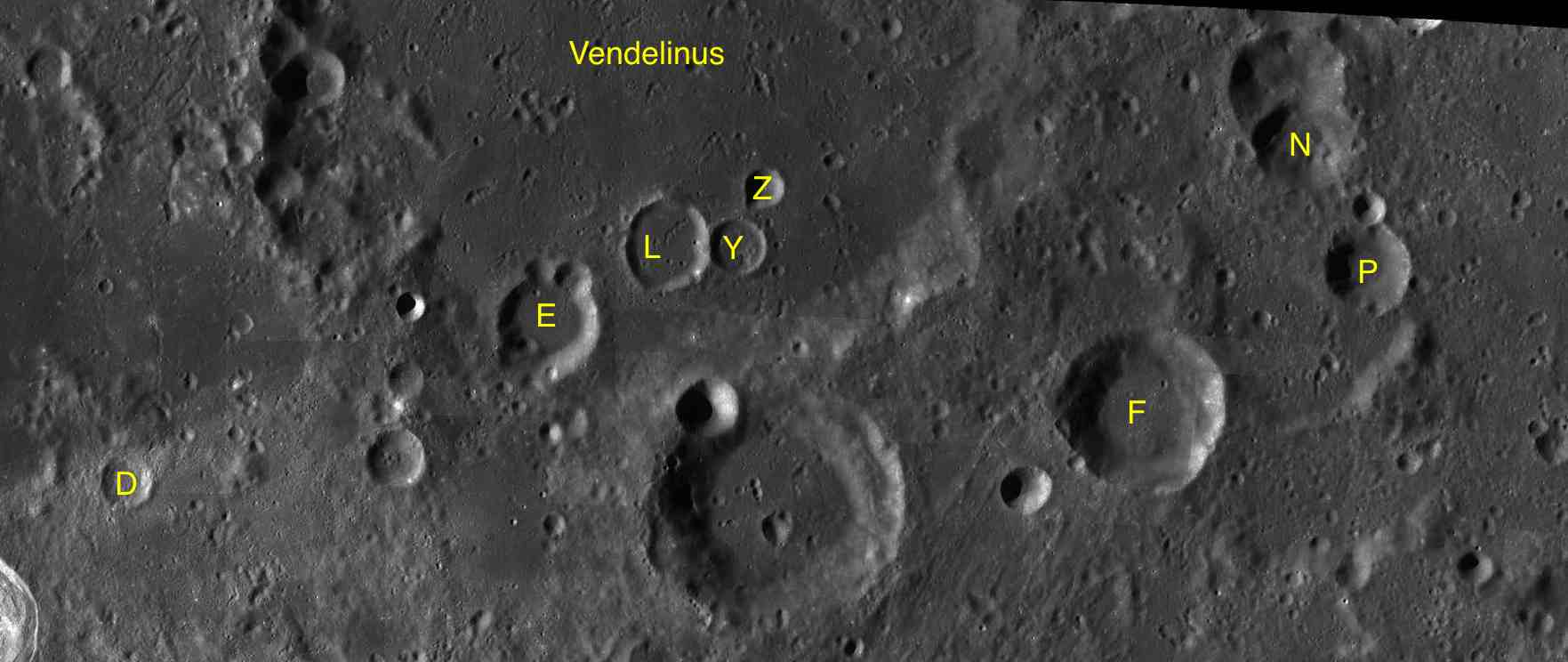
LAC-98 月图

- 卫星坑文德利努斯 C已被国际天文联合会更名为拉梅环形山；
- 卫星坑文德利努斯 A约形成于酒海纪[1]。

## 其它来源
- Andersson, L. E.; Whitaker, E. A.  (PDF). NASA RP-1097. 1982  [2016-08-09]. （原始内容 (PDF)存档于2014-10-06）.
- Blue, Jennifer. . USGS. July 25, 2007  [2015-01-23]. （原始内容存档于2015-01-23）.
- Bussey, B.; Spudis, P. . New York: Cambridge University Press. 2004. ISBN 978-0-521-81528-4.
- Cocks, Elijah E.; Cocks, Josiah C. . Tudor Publishers. 1995. ISBN 978-0-936389-27-1.
- McDowell, Jonathan. . Jonathan's Space Report. July 15, 2007  [2007-10-24]. （原始内容存档于2019-06-21）.
- Menzel, D. H.; Minnaert, M.; Levin, B.; Dollfus, A.; Bell, B. . Space Science Reviews. 1971, 12 (2): 136–186. Bibcode:1971SSRv...12..136M. doi:10.1007/BF00171763.
- Moore, Patrick. . Sterling Publishing Co. 2001. ISBN 978-0-304-35469-6.
- Price, Fred W. . Cambridge University Press. 1988. ISBN 978-0-521-33500-3.
- Rükl, Antonín. . Kalmbach Books. 1990. ISBN 978-0-913135-17-4.
- Webb, Rev. T. W.  6th revised. Dover. 1962. ISBN 978-0-486-20917-3.
- Whitaker, Ewen A. . Cambridge University Press. 2003. ISBN 978-0-521-54414-6.
- Wlasuk, Peter T.  1. Springer Science & Business Media. 2000: 61. ISBN 978-1-852-33193-1.